# Yevdokiya Mekshilo
Yevdokiya Mekshilo (née le 23 mars 1931 à Gorno-Altaïsk et morte le 16 janvier 2013 à Saint-Pétersbourg) est une fondeuse soviétique.

## Jeux olympiques
- Jeux olympiques d'hiver de 1964 à Innsbruck 
  -  Médaille d'or en relais 3 × 5 km
  -  Médaille d'argent sur 10 km